# ميناء الأدبية

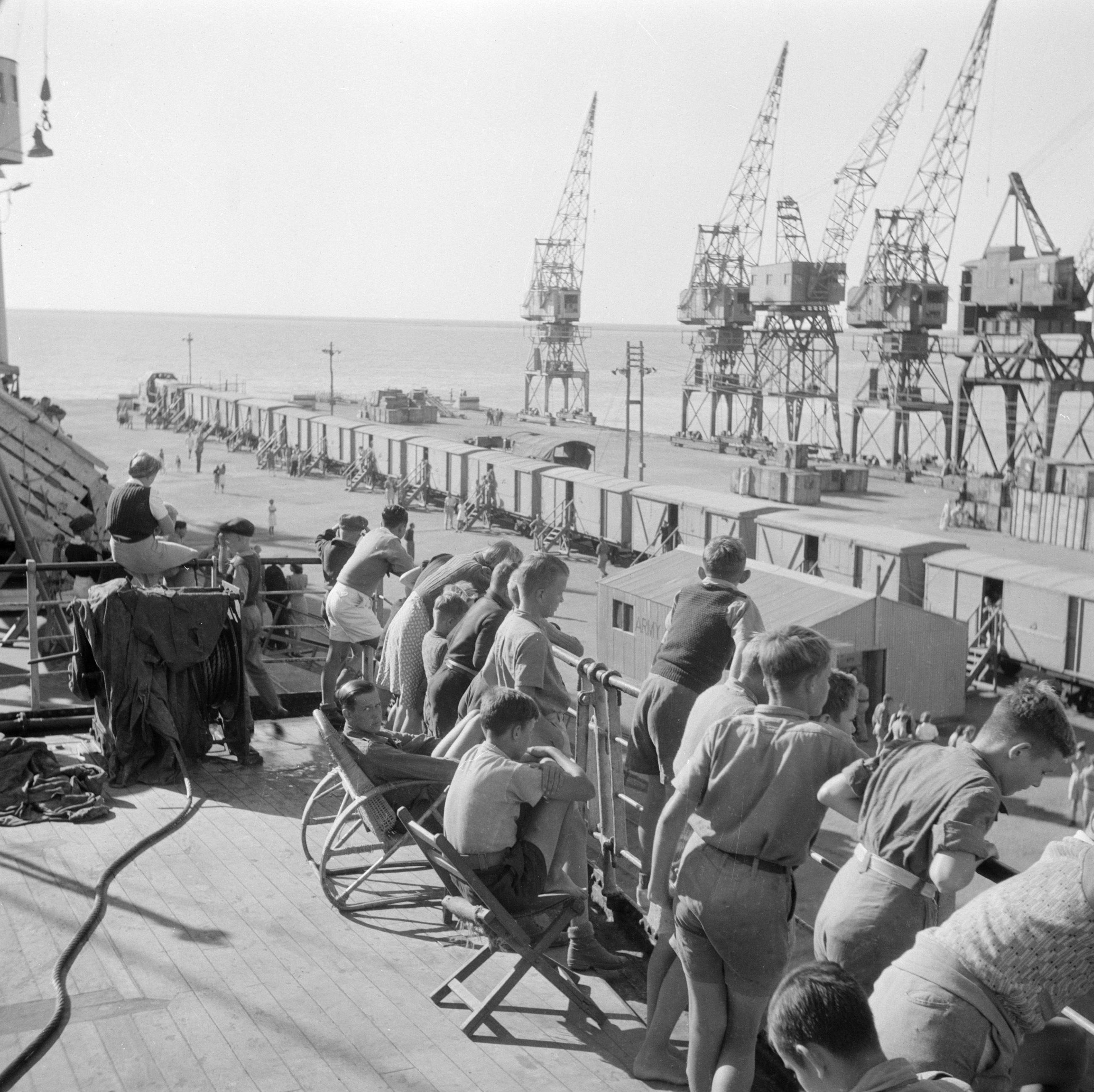
ميناء الأدبية عام 1946

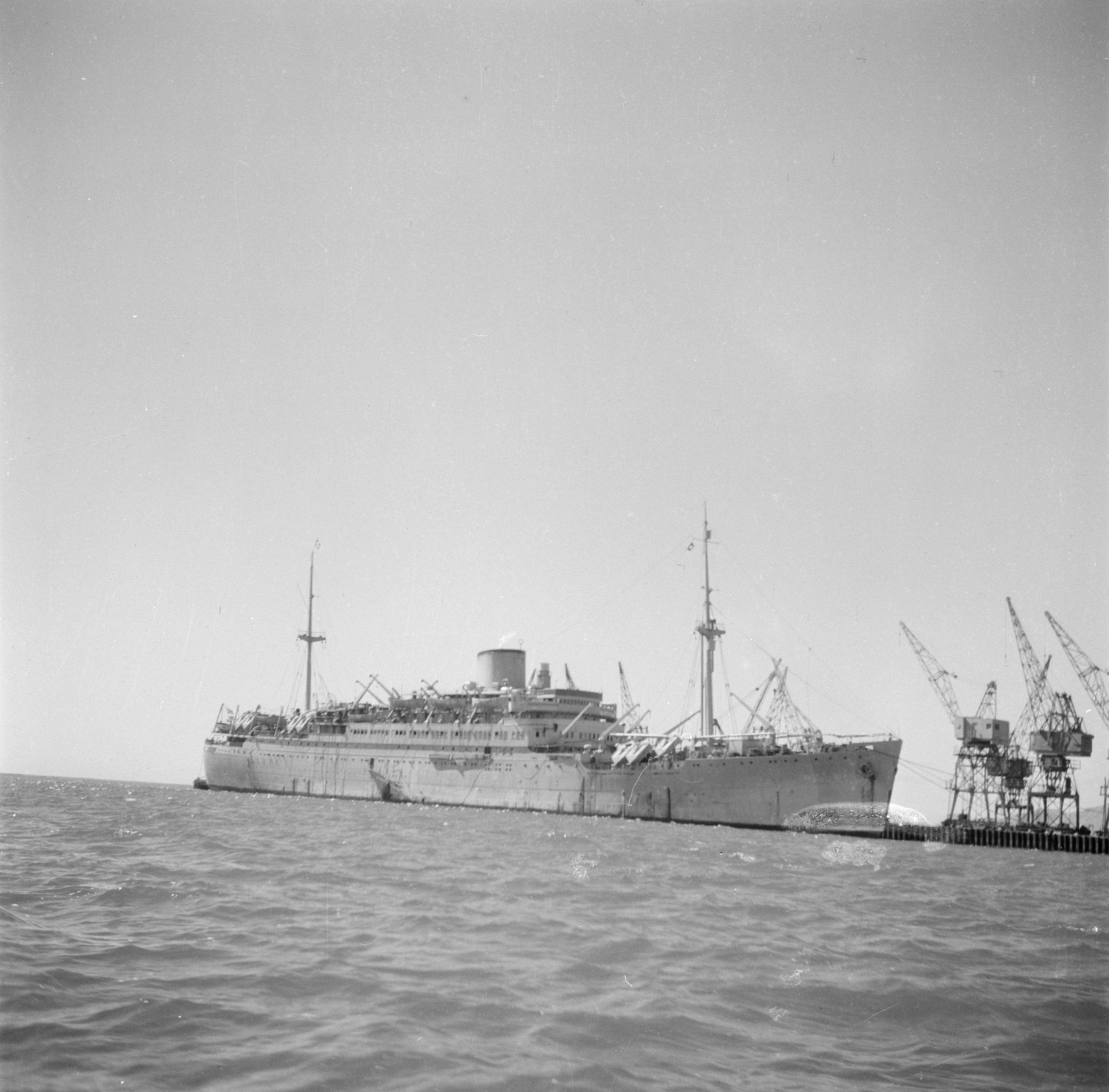
ميناء الأدبية عام 1946

ميناء الأدبية، هو أحد الموانئ المصرية التابعة إلى الهيئة العامة للمنطقة الاقتصادية لقناة السويس, ويقع على الشاطئ الغربي لخليج السويس وعلى مسافة حوالى 17 كيلو متر من مدينة السويس.

## الأوصاف
يتكون هذا الميناء من تسعة أرصفة تبلغ أطوالها حوالى 1840 متر وغاطس يتراوح بين 27 – 42 قدم.
- المساحة المائية: 158 كيلو متر مربع (158073000 متر مربع) (وهي مساحة مشتركة بين ميناء السويس – ميناء حوض البترول – الأدبية)
- المساحة الأرضية: 0.8 كيلو متر مربع (854000 متر مربع)
- الطاقة التصميمية القصوى (الاستعابية): 7.93 مليون طن سنويا